# Phyllolithodes papillosus
Phyllolithodes papillosus is een tienpotigensoort uit de familie van de Lithodidae. De wetenschappelijke naam van de soort is voor het eerst geldig gepubliceerd in 1848 door Brandt.